# Ornemaniste

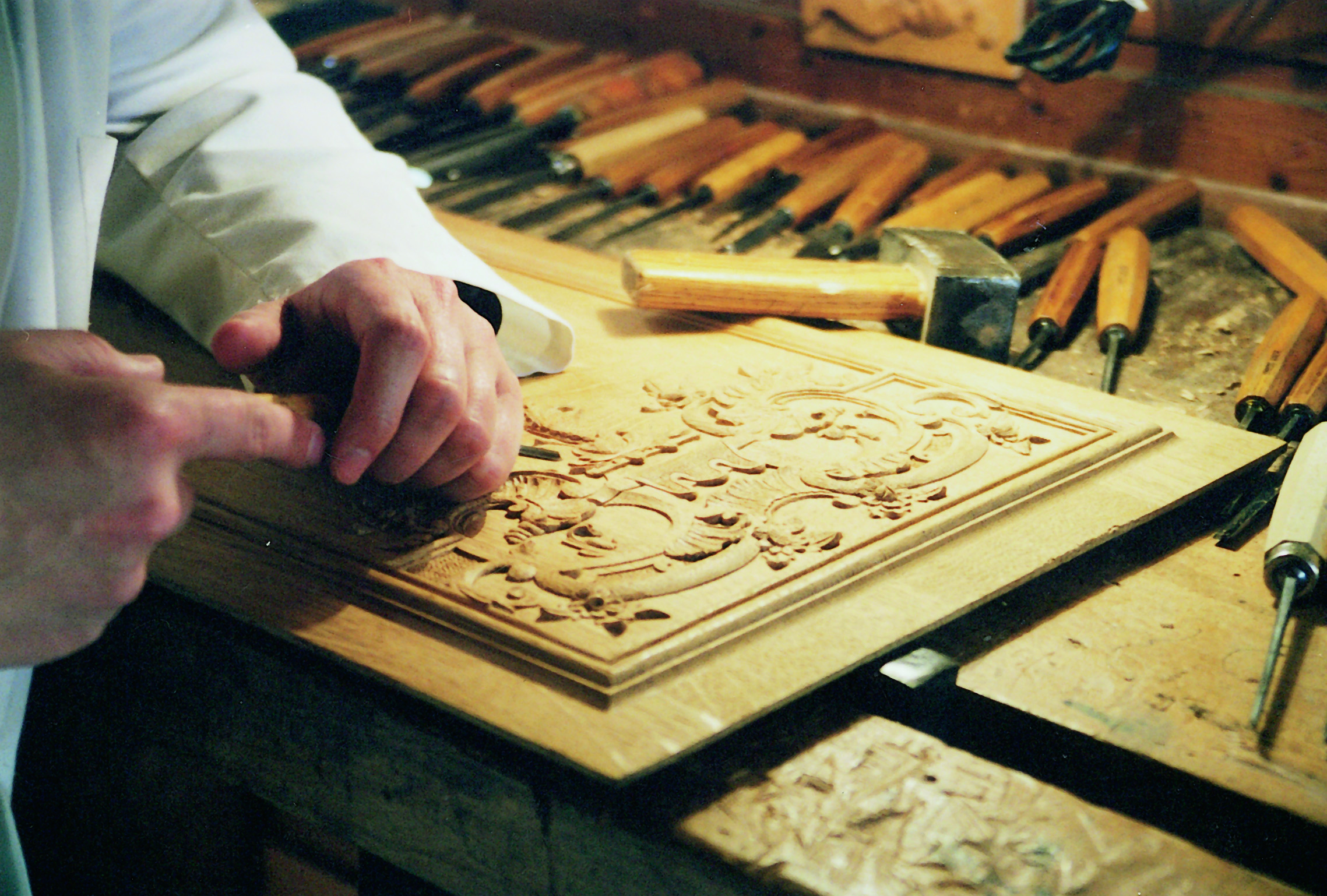
Ornemaniste Patrick Damiaens.

Un ornemaniste (parfois appelé « ornementiste ») est un artiste ou artisan concevant ou réalisant une ornementation, des ornements. On rencontre des ornemanistes en architecture, en sculpture, en ébénisterie, en typographie…